# Паулик, Фридрих

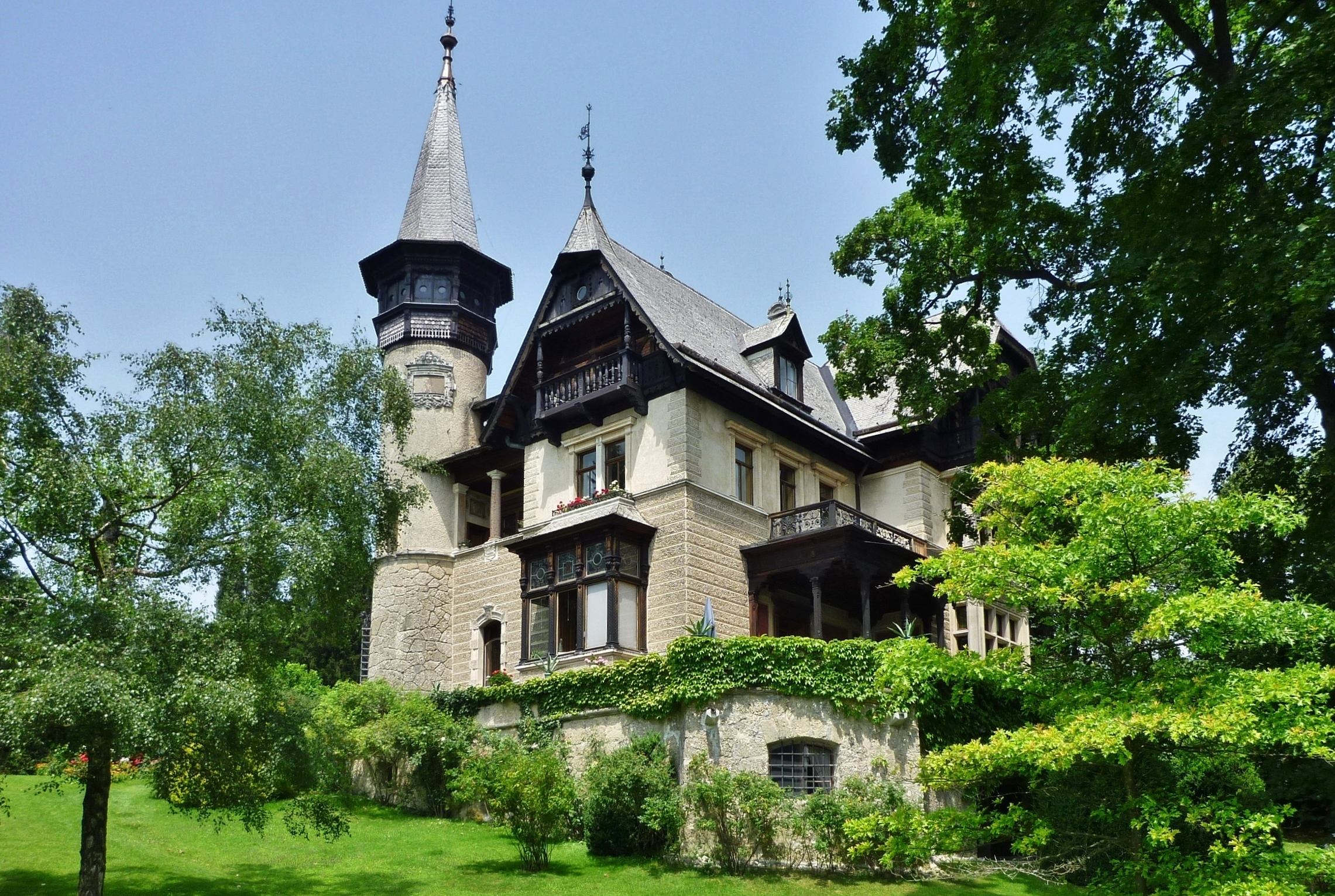
Вилла Паулика на Аттерзе

Фридрих Георг Па́улик (нем. Friedrich Georg Paulick; 1 августа 1824, Вена — 19 марта 1904, Вена) — австрийский столяр-краснодеревщик и график.

## Биография
Паулик обучался столярному делу у отчима-краснодеревщика Ф. Марини. В 1840—1843 годах обучался в художественной школе Шмидта и Грюнауэра, затем работал в мастерской отчима. С 1846 года обучался в архитектурном классе Венской академии художеств у Августа Зикарда фон Зикардсбурга, позднее работал в мастерской Зикардсбурга и работал учителем рисования. Среди его учеников были Август Айзенменгер и Карл фон Хазенауэр. В 1853—1854 годах проживал в Лондоне. Вернувшись в Вену, выполнял заказы на возводившейся Рингштрассе, в том числе для придворного оперного театра, Бургтеатра, Музея истории искусств и Музея естествознания, Венской ратуши, Венского университета и Вотивкирхе. Паулик организовал собственную столярную мастерскую, выполнявшую заказы для императорского двора, в том числе для дворца эрцгерцога Людвига Виктора и виллы Гермес. В 1867—1877 годах Паулик строил себе в стиле историзма образцовую виллу на Аттерзе, рекламировавшую его дизайнерские таланты. На вилле Паулика, мецената не только в материальном, но и социальном смысле, завязывались дружеские и плодотворные отношения между деятелями искусства и представителями общественности. На рубеже веков в гостевом доме при вилле Паулика проводил летние месяцы Густав Климт. Для Всемирной выставки 1873 года Паулик возвёл императорский павильон и заслужил для своей продукции звание «поставщика императорского двора». В 1879—1882 годах Паулик входил в состав Венского городского совета.
У Фридриха Паулика было четверо детей. Дочь Эмма стала художницей.